# Gustav Killian
Pour les articles homonymes, voir Killian.
Gustav Killian (2 juin 1860 à Mayence - 24 février 1921 à Berlin) est un laryngologiste allemand. Il fait des avancées révolutionnaires dans le diagnostic et le traitement des infections des voies intra-laryngalles, en particulier dans le diagnostic et l'élimination des corps étrangers dans les bronches, par le biais de la bronchoscopie.

## Biographie
Son père Johann Baptist César Killian (1820-1889), le fils d'un surveillant voie urbaine (städtischen Wegeaufsehers), est un docteur philosophiae et professeur de lycée né à Mayence et plus tard vivre à Bensheim. Sa mère (1833-1865) Apollonia, née Höpfel est mort tôt, à 31 ans de choléra.
Gustav Killian étudie à Strasbourg, Fribourg, Berlin et Heidelberg. En 1885, il obtient son doctorat en médecine à l'Université de Strasbourg avec le travail Zur Anatomie der Parovarialcysten.
Il part ensuite à Francfort-sur-le-Main, où il prend un poste de médecin assistant chez le Sanitätsrat Johann Georg Alexander Knoblauch (1820-1899) à l'hôpital Bürgerhospital,. Il se spécialise dans la laryngo-rhinologie et travaille à Berlin, sous la direction d'Arthur Hartmann (1849–1931) et Bernhard Fränkel (de) (1836–1911). En 1887, il devient directeur de la polyclinique de Fribourg pour les maladies de la gorge et le nez. En 1894, il devient professeur titulaire, et en 1899, après un travail scientifique pionnier dans son domaine, il est nommé médecin à l'hôpital de la Charité.

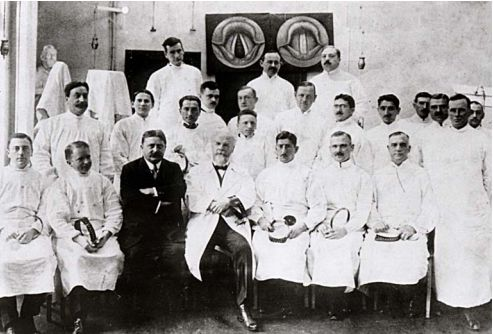
Gustav Killian dans le giron de ses collègues de la Charité Berlin 1912

Il devient professeur à temps plein l'année suivante. En 1920, sa chaire est convertie en poste de professeur titulaire à la faculté de médecine de Berlin. Dans la même année, il est doyen de la faculté. En 1921 Gustav Killian décède de façon inattendue.

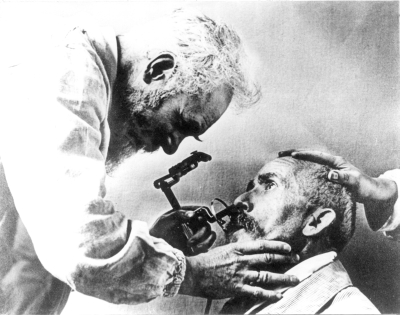
Killian en préparation pour la bronchoscopie

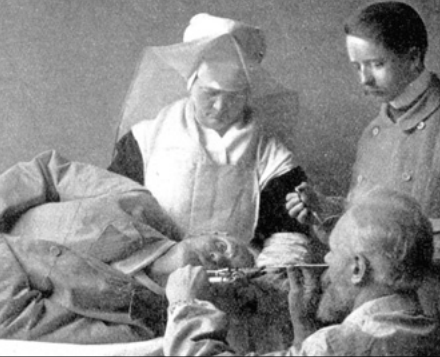
Gustav Kilian dans la position latérale gauche pour Mikulicz a à travers.

## Emploi
Le polype de Killian est une tumeur bénigne survenant à l'intérieur d'un sinus ou d'une fosse nasale. Cela concerne essentiellement les jeunes individus.

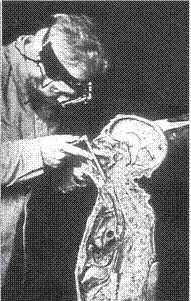
Killian montre la technique de la bronchoscopie à une préparation anatomique

L'opération de Killian (Killian's operation) est l'excision de la paroi antérieure du sinus frontal, l'enlèvement des tissus malades, et la formation d'une communication permanente avec le nez.

## Publications
- Über die Bursa und Tonsilla pharyngea (1888)
- Die Untersuchung der hinteren Larynxwand (1890)
- Die Nebenhöhlen der Nase in ihren Lagebeziehungen zu den Nachbarorganen (1903). English edition: The Accessory sinuses of the nose and their relations to neighbouring parts (1904)
- Die Schwebelaryngoskopie und ihre praktische Verwertung (1920)